# Universität Makedonien

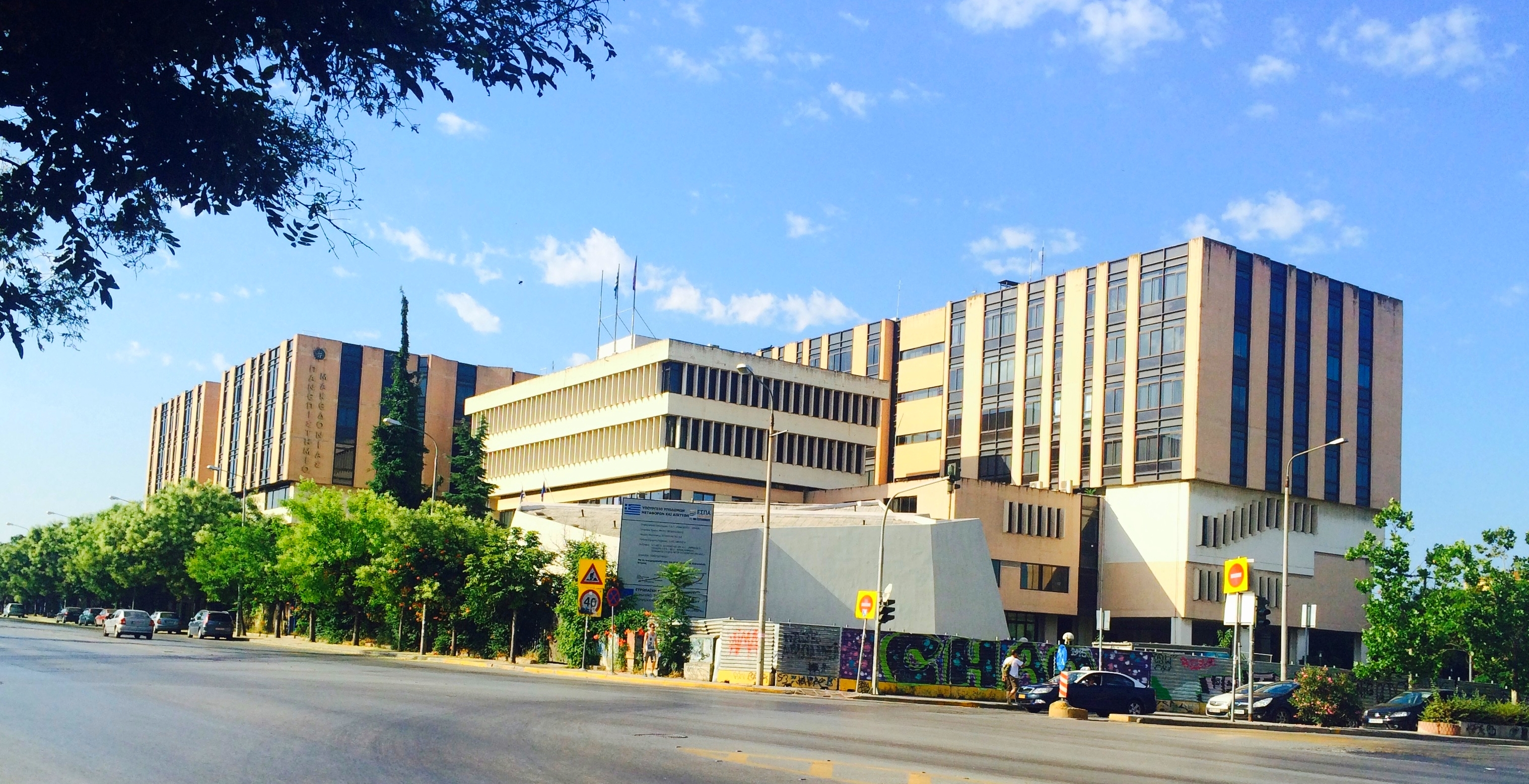
Universität Makedonien (2015)

Die Universität Makedonien (griechisch Πανεπιστημίο Μακεδονίας) ist eine staatliche wirtschafts- und sozialwissenschaftliche Universität in der makedonischen Hauptstadt Thessaloniki in Nordgriechenland. Die Universität ist 1991 aus der Industriehochschule Thessaloniki (griechisch: Ανώτατη Βιομηχανική Σχολή Θεσσαλονίκης Anotati Viomichaniki Scholi Thessalonikis) entstanden und besteht heute aus 10 Fakultäten. Die Universität ist Mitglied im Netzwerk der Balkan-Universitäten.

## Fakultäten
Ursprünglich besaß die Universität zwei Fakultäten und später vier weitere. Im September 1998 gliederte man zwei weitere Fakultäten der Universität an, jene für Balkanstudien/Orientalistik/Slawistik und Musikwissenschaften/Kunst, bevor im Jahre 2004 die Fakultäten für Technologiemanagement, auf dem Campus Naoussa, Marketing und Transaktionen, welcher sich auf dem Campus Edessa befindet.
- Fakultät Betriebswirtschaftslehre
- Fakultät Wirtschaftswissenschaft
- Fakultät Europäische Studien und Internationale Studien
- Fakultät für Rechnungswesen und Finanzwissenschaft
- Fakultät Angewandte Informatik
- Fakultät für Bildungs- und Sozialwissenschaft
- Fakultät für Balkanstudien/Orientalistik/Slawistik
- Fakultät Musikwissenschaften und Kunst
- Fakultät Technologiemanagement
- Fakultät Marketing und Transaktionen